# Prîmorske, Skadovsk
Prîmorske (în ucraineană Приморське) este o comună în raionul Skadovsk, regiunea Herson, Ucraina, formată numai din satul de reședință.

## Demografie
Componența lingvistică a comunei Prîmorske
     Rusă (50,24%)
     Ucraineană (48,21%)
     Alte limbi (0,36%)
Conform recensământului din 2001, majoritatea populației comunei Prîmorske era vorbitoare de rusă (50,24%), existând în minoritate și vorbitori de ucraineană (48,21%).